# Traité de Lausanne (1923)
Pour les articles homonymes, voir Traité de Lausanne.
 (mai 2015).
 Voir le traité sur Wikisource

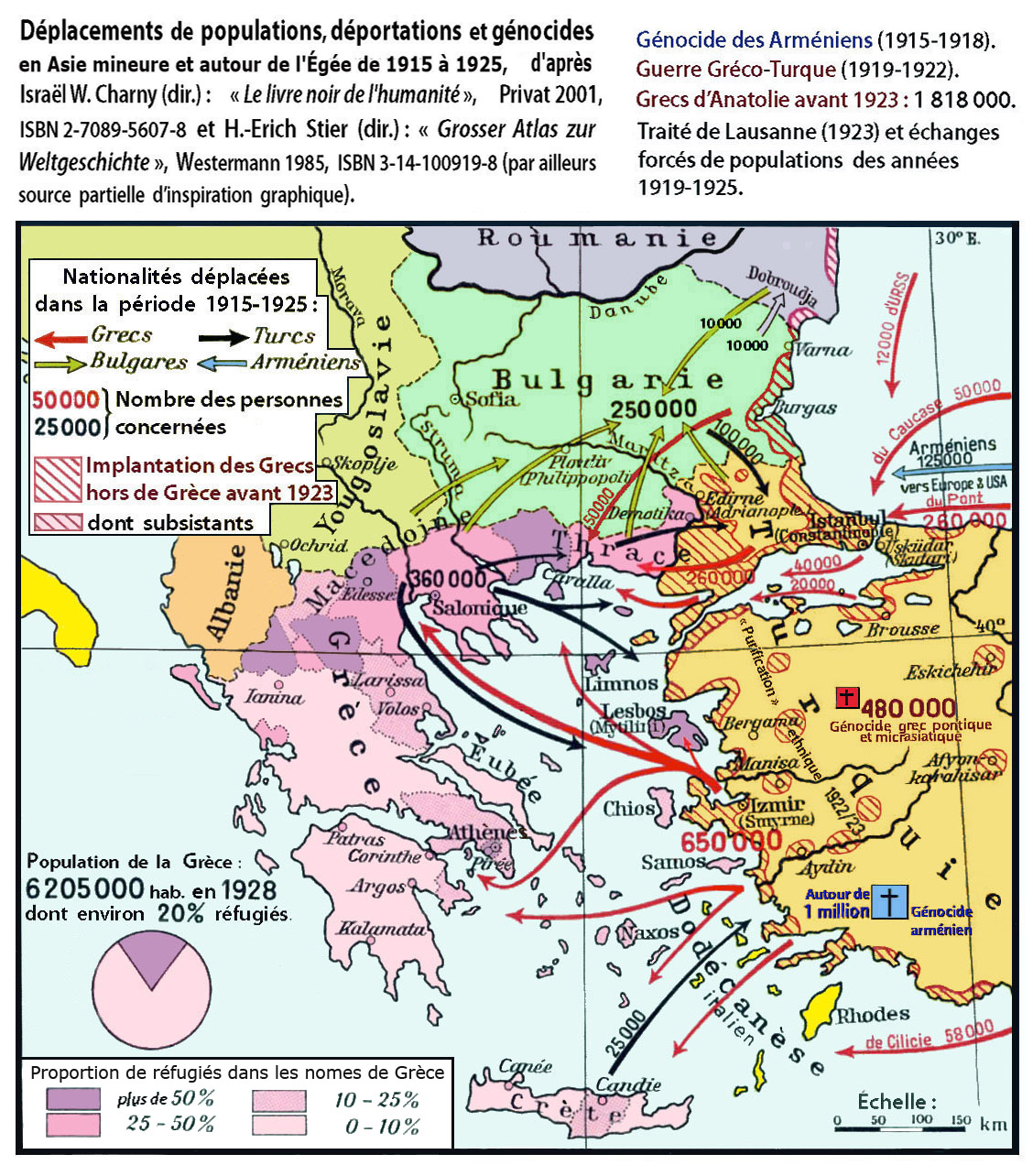
Conséquences démographiques du Traité de Lausanne.

Le traité de Lausanne de 1923 est un traité de paix signé le 24 juillet 1923 au palais de Rumine à Lausanne (Suisse). Il remplace le traité de Sèvres signé le 10 août 1920 à Sèvres, qui mettait fin à la Grande Guerre en ce qui concerne l’Empire ottoman. Le traité de Lausanne est le dernier traité résultant de la Première Guerre mondiale. Il précise les frontières de la Turquie issue de l’Empire ottoman et rend obligatoires des transferts de populations déjà commencés avec les génocides arménien et grec pontique, visant à rendre irréversible ce qui fut appelé « nettoyage ethnique » par l’historiographie grecque et « stabilisation de l'homogénéité ethno-religieuse » par l’historiographie turque.

## Contexte: le combat turc contre le traité de Sèvres
Les dispositions du traité de Sèvres prévoyaient la dissolution de l’armée ottomane, la division de l’Empire ottoman (privé d’une grande partie de ses territoires moyen-orientaux) en zones d’influence britannique, française et italienne, la cession au royaume de Grèce de la Thrace orientale et la Ionie (région de Smyrne), la cession du Nord-Est de la Turquie actuelle à l’Arménie indépendante et l’autonomie du Kurdistan autonome dans le Sud-Est. Ces régions étaient peuplées de populations mélangées turques et autres. La Grande Assemblée nationale de Turquie et Mustafa Kemal Atatürk dénoncèrent le traité de Sèvres comme un « projet de dépeçage colonial de la Turquie ».
Le sultan ottoman Mehmed VI fut contraint d’accepter le traité de Sèvres mais celui-ci ne fut ratifié par aucun parlement national, hormis celui de la Grèce. Dès l’automne 1920, Georges Leygues, alors président du Conseil en France, déclarait à la conférence de Londres que la France ne ratifierait pas un traité aussi défavorable à la Turquie, et qu’il fallait le réviser. Mustafa Kemal, qui avait commencé à organiser un pouvoir nationaliste parallèle en 1919, menait alors une guerre contre le pouvoir du sultan ainsi que contre les troupes grecques et arméniennes, contre les autonomistes kurdes et contre les troupes d’occupation italiennes et britanniques. En revanche, il bénéficiait de l’appui de la France (qui, en mars 1921, signait un accord avec le gouvernement kémaliste, puis un traité de paix en octobre de la même année, et lui vendit des armes) et de la Russie bolchévique (qui lui fournit également des armes et lui céda, au traité de Kars d'octobre 1921, le territoire arménien occupé un an plus tôt par les troupes kémalistes).
Le traité de Kars avalisa, côté russe, celui d'Alexandrople, que la République arménienne avait dû signer, le 2 décembre 1920, à l'issue de la guerre arméno-turque, rétrocédant à la Turquie le territoire de Kars (attribué à l'Empire russe par le traité de San Stefano en 1878). Ce territoire était peuplé de Lazes, de Meskhètes, de Géorgiens, et d'Arméniens survivants du génocide : ils furent expulsés et remplacés par des Turcs et des Kurdes.
En février-mars 1921, se tint à Londres une conférence sur la révision du traité de Sèvres. Aucun règlement général ne conclut la conférence, mais l’Italie accepta de retirer ses troupes d’Anatolie. En mars 1922, l’Entente fit de nouvelles propositions à la Turquie kémaliste, en renonçant à prendre le traité de Sèvres pour base ; mais Kemal jugea que ces propositions étaient « loin, toutefois, dans leur fond, de contenter nos aspirations nationales ».
Après la large victoire des troupes kémalistes contre les troupes grecques en septembre 1922, le traité de Sèvres devint définitivement inapplicable. Une conférence internationale se réunit alors, afin de le remplacer par un nouveau traité, reflétant le nouveau rapport de forces sur le terrain. Le chef de la délégation turque est İsmet İnönü.

## Contenu du traité de Lausanne
Le traité reconnaît en premier lieu la légitimité du régime d’Atatürk installé à Ankara. En échange les Alliés obtiennent la reconnaissance par la république turque des pertes territoriales de l’Empire ottoman à Chypre (1878), dans le Dodécanèse (1911), en Syrie, Palestine, Jordanie, Irak et Arabie (1918). Ils renoncent à demander l’indépendance, voire simplement l’autonomie, du Kurdistan et de l’Arménie, prévues dans le traité de Sèvres. Au sandjak d'Alexandrette près, les frontières de la Turquie actuelle sont reconnues : la république turque assure ainsi et fait reconnaître sa souveraineté sur l’ensemble de l'Anatolie (occidentale et orientale) et sur la Thrace orientale.
Après des mois de tractations, le traité est signé le 24 juillet 1923 à Lausanne entre d’une part la Turquie et d’autre part la France, le royaume d’Italie, le Royaume-Uni, l’empire du Japon en tant que puissances victorieuses, mais aussi le royaume de Grèce, le royaume de Roumanie, le royaume des Serbes, Croates et Slovènes et le royaume de Bulgarie en tant que co-signataires concernés par les échanges de populations demandées par les kémalistes, qui invitaient en Turquie les minorités turques des pays voisins, et souhaitaient les échanger contre les minorités chrétiennes vivant en Turquie (ainsi, des Turcs de Roumanie et des Bulgares de Roumanie rejoignirent respectivement la Turquie et la Bulgarie, remplacés en Dobroudja du Sud par des Aroumains de Grèce et de Bulgarie, eux-mêmes remplacés par des Grecs et des Bulgares de Turquie) : des centaines de milliers de personnes furent concernées, mais Constantinople, les îles des Princes, Imbros et Ténédos sont exemptés de ces obligations d'échanges.
Le traité institue surtout des échanges de populations obligatoires entre la Grèce et la Turquie : 1,6 million de Grecs ottomans contre 385 000 musulmans de Grèce. Ces échanges forcés ont débuté « baïonnette dans le dos », bien avant la signature du traité en juillet 1923. Près d'un demi-million de Grecs de Turquie sont morts (pour la plupart dans les camps ou en route) et 400 000 musulmans, en majorité des Turcs, ont quitté, eux, la Grèce pour la Turquie. L'échange de population était strictement basé sur l'appartenance religieuse. Les exceptions du traité permirent à près de 300 000 Grecs à rester en Turquie à Constantinople et dans les îles concernées, tandis qu'en Thrace occidentale environ 230 000 musulmans purent rester en Grèce. Mais, dans les décennies suivantes, les discriminations et persécutions poussèrent la plupart de ces exemptés à s'exiler d'eux-mêmes, de sorte qu'au XXIe siècle il reste 140 000 musulmans en Grèce et seulement quelques milliers de Grecs en Turquie.
À Lausanne, la zone démilitarisée mise en place à Sèvres autour des détroits des Dardanelles et du Bosphore est maintenue : les détroits restent ouverts, sans restriction ni contrôle turc, au passage aérien et à la navigation maritime internationale, mais en échange le contrôle des Alliés sur les finances et les forces armées turques est aboli, ainsi que le régime des « capitulations » qui accordait des privilèges et une protection allemande, autrichienne, britannique, française, italienne ou russe aux institutions étrangères en Turquie, ainsi qu'à certaines familles fortunées, chrétiennes ou juives ottomanes. Ainsi la Turquie retrouve sa pleine souveraineté avec tous les attributs afférents et évite le risque de colonisation européenne.